# Paguas de Coronado
Paguas de Coronado är en ort i Mexiko.   Den ligger i kommunen Gutiérrez Zamora och delstaten Veracruz, i den sydöstra delen av landet, 230 km nordost om huvudstaden Mexico City. Paguas de Coronado ligger 38 meter över havet och antalet invånare är 144.
Terrängen runt Paguas de Coronado är lite kuperad. Runt Paguas de Coronado är det ganska glesbefolkat, med 32 invånare per kvadratkilometer. Närmaste större samhälle är Gutiérrez Zamora, 10,3 km nordost om Paguas de Coronado. Omgivningarna runt Paguas de Coronado är en mosaik av jordbruksmark och naturlig växtlighet.